# Kletter-Himbeere
Die Kletter-Himbeere (Rubus bambusarum Focke, Syn.: Rubus henryi var. bambusarum (Focke) Rehder) ist eine Pflanzenart aus der Gattung Rubus innerhalb der Familie der Rosengewächse (Rosaceae).

## Beschreibung
Die Kletterhimbeere wächst als immergrüne, kriechende oder kletternde, verholzende Pflanze. Die bis zu 6 Meter langen Sprossachsen weisen gebogene Stacheln auf. Die 7 bis 13 Zentimeter langen Laubblätter sind handförmig drei- bis fünfteilig (palmat) gefiedert mit fast ungestielten, 1 bis 3 Zentimeter breiten Abschnitten. Die Blättchen sind zugespitzt und deren Rand unauffällig gezähnt. Die Blätter sind etwas ledrig, die Blattoberseite ist jung filzig behaart, später verkahlend glänzend dunkelgrün und die Blattunterseite grau oder gelblichgrau filzig (tomentos). Die Blüten stehen in traubigen Blütenständen zusammen. Die radiärsymmetrischen Blüten weisen einen Durchmesser von bis zu 2 Zentimeter auf. Die fünf Kronblätter sind hellrot bis dunkelrot. Die schwarzroten Steinfrüchte sind weniger auffällig als die Blüten.
Die Art kann von dem ähnlichen und nahe verwandten Rubus henryi, der ebenfalls manchmal als Kletterhimbeere bezeichnet wird, an den Blättern unterschieden werden. Diese sind bei Rubus henryi ungeteilt, aber beinahe bis zum Blattgrund palmat eingeschnitten, bei Rubus bambusarum mit bis zum Grund geteilter Spreite, d. h. die Blattfläche ist in oval-lanzettliche Einzelblättchen aufgelöst.
Die Chromosomenzahl beträgt 4n = 28.

## Vorkommen
Die Kletterhimbeere gedeiht in Bambuswäldern der chinesischen Provinzen Guizhou, Hubei, Shaanxi und Sichuan. Sie wächst in Wäldern und Waldlichtungen in Meereshöhen zwischen 1000 und 3000 m. Die Art ist Endemit von China.

## Kulturbedingungen
Die Kletterhimbeere kommt bis zur Winterhärtezone 7 vor, das heißt Temperaturen zwischen −18 und −12 °C werden schadlos überstanden.
Die Art ist als Kultursorte in Europa wenig verbreitet. Sie bevorzugt tiefgründige und feuchte Böden. Zudem bekommt ihr ein halbschattiger Standort am besten. In Mitteleuropa sollte die Pflanze ausschließlich an wärmeren und geschützten Lagen gepflanzt werden. Bei starken Frösten können die Sprossachsen absterben, treiben jedoch von der Basis wieder aus. Die kalten Temperaturen im Februar 2012 hat die Pflanze unterhalb der Forschungsanstalt Agroscope in Wädenswil schadlos überstanden. Die Früchte gelten als relativ geringwertig, die Pflanze wird häufiger ornamental wegen ihres Laubs eingesetzt. In China werden die jungen Blätter als Tee verwendet.
Die Kletterhimbeere gehört zu den Spreizklimmern und braucht eine Kletterhilfe. Diese immergrüne Pflanze kann als Bodendecker und Kletterpflanze verwendet werden. Zur Begrünung von Gerüsten, Pergolen, Sträuchern und widerstandsfähigen Bäumen ist die Kletterhimbeere empfehlenswert.
Sie blüht an mehrjährigen Sprossachsen und sollte daher bis auf die Verjüngung nicht zurückgeschnitten werden. Die Kletterhimbeere wächst mittelstark.
Die Art kann über Samen und Holzstecklingen vermehrt werden. Am erfolgreichsten läuft die Bewurzelung der Stecklinge im Gewächshaus ab.